# Adelio Giuseppe Tomasin
Adelio Giuseppe Tomasin (Montegaldella, 27 aprile 1930 – Quixadá, 30 settembre 2024) è stato un vescovo cattolico e missionario italiano.

## Biografia
Adelio Giuseppe Tomasin nacque a Montegaldella, in provincia di Vicenza e diocesi di Padova, il 27 aprile 1930 ed era figlio di Santo Tomasin e Marina Galesso.

### Formazione e ministero sacerdotale
Entrato a dodici anni nella congregazione dei Poveri servi della Divina Provvidenza, compì gli studi liceali e quelli di filosofia presso il Centro di studi teologici "San Zeno" di Verona come alunno del locale seminario vescovile. Studiò teologia presso il seminario arcivescovile di Ferrara.
Il 17 ottobre 1951 emise la professione solenne come membro dei Poveri servi della Divina Provvidenza a San Zeno di Montagna. Il 26 marzo 1955 fu ordinato presbitero. In seguito fu rettore della casa di formazione di Roncà.
Nel 1959 venne inviato come missionario nel dipartimento di Salto, in Uruguay, dove partecipò alla pastorale rurale. Nel 1962 giunse in Brasile, recandosi nella città di Porto Alegre dove fondò, insieme ad altri membri della congregazione, il Centro Sociale "Padre João Calábria". Nel 1968 rientrò in Italia e poi si recò nel Regno Unito per compiere gli studi linguistici a Londra. Nello stesso anno partecipò all'apertura di una comunità religiosa a Pamplona, in Spagna. Partì quindi per la Nigeria, dove assunse la direzione della Saint Joseph Technical School, nella città di Ado-Ekiti, nello stato federato di Ekiti. Nel 1972 ritornò a Verona in quanto eletto casante, ovvero moderatore supremo, della sua congregazione. Nel 1978 fu rieletto per un secondo mandato. Terminatolo, nel 1984 tornò in Brasile e riprese la direzione del Centro sociale "Padre João Calábria" di Porto Alegre.

### Ministero episcopale
Il 16 marzo 1988 papa Giovanni Paolo II lo nominò vescovo di Quixadá. Ricevette l'ordinazione episcopale il 26 dello stesso mese a Porto Alegre dall'arcivescovo metropolita di Porto Alegre João Cláudio Colling, co-consacranti il cardinale Alfredo Vicente Scherer, arcivescovo emerito della stessa arcidiocesi, e Thadeu Gomes Canellas, vescovo ausiliare della medesima circoscrizione ecclesiastica. Prese possesso della diocesi il 29 maggio successivo.
Tra le opere da lui promosse vengono ricordate la fondazione dell'Hospital e Maternidade Jesus Maria José e la creazione e costruzione del santuario dell'Immacolata Concezione Regina del Sertão. Fu lui stesso ad aprire la strada con un machete al suddetto luogo, iniziando l'apertura della strada nel 1988 e posando la prima pietra nel 1993. Il santuario venne inaugurato l'11 febbraio 1995.
Il suo episcopato fu caratterizzato da grandi progetti volti allo sviluppo di iniziative che contribuirono alla crescita della regione, migliorando le condizioni socioeconomiche della popolazione locale. Fu ideatore e fondatore della Faculdade Católica Rainha do Sertão – A Católica de Quixadá, che divenne promotrice della trasformazione di Quixadá in città universitaria. Coordinò con il governo statale e le istituzioni educative del Ceará la creazione di campus o avamposti di istituzioni pubbliche che facilitassero la crescita dei corsi di istruzione superiore nella città e nella regione. Fondò e mantenne per molti anni una grande scuola tecnica, generando opportunità di formazione per migliaia di giovani che vivevano nella regione, soprattutto quelli appartenenti alle classi sociali più bisognose.
Fu anche rettore della CISNE - Faculdade Tecnológica de Quixadá, che creò insieme ad un gruppo di imprenditori locale, cercando di sostenere lo sviluppo del Sertão Central Cearense, oltre a completare il fruttuoso lavoro di inclusione sociale attraverso l'accesso alle professioni, alla formazione e alla trasformazione della realtà socioeconomica personale e familiare della popolazione locale e circostante.
Nell'ottobre del 2002 compì la visita ad limina.
Il 3 gennaio 2007 papa Benedetto XVI accettò la sua rinuncia al governo pastorale della diocesi per raggiunti limiti di età.
Anche dopo il suo ritiro fu presidente della Fundação Quixadaense de Fomento, promotrice di Remanso de paz - Casa de Acolhida São João Calábria, un istituto che accoglie quaranta anziani.
Morì a Quixadá alle 6 del 30 settembre 2024 all'età di 94 anni dopo una lunga malattia. Le esequie si tennero il giorno successivo alle ore 16 nella cattedrale di Gesù, Maria e Giuseppe a Quixadá. Al termine del rito la salma venne tumulata nel santuario dell'Immacolata Concezione Regina del Sertão nella stessa città.

## Genealogia episcopale
La genealogia episcopale è:
- Cardinale Scipione Rebiba
- Cardinale Giulio Antonio Santori
- Cardinale Girolamo Bernerio, O.P.
- Arcivescovo Galeazzo Sanvitale
- Cardinale Ludovico Ludovisi
- Cardinale Luigi Caetani
- Cardinale Ulderico Carpegna
- Cardinale Paluzzo Paluzzi Altieri degli Albertoni
- Papa Benedetto XIII
- Papa Benedetto XIV
- Papa Clemente XIII
- Cardinale Marcantonio Colonna
- Cardinale Giacinto Sigismondo Gerdil, B.
- Cardinale Giulio Maria della Somaglia
- Cardinale Carlo Odescalchi, S.I.
- Vescovo Eugène de Mazenod, O. M. I.
- Cardinale Joseph Hippolyte Guibert, O. M. I.
- Cardinale François-Marie-Benjamin Richard de la Vergne
- Cardinale Pietro Gasparri
- Cardinale Carlo Chiarlo
- Cardinale Alfredo Vicente Scherer
- Arcivescovo João Cláudio Colling
- Vescovo Adelio Giuseppe Tomasin, P.S.D.P.